# الكتيبة 101 (مسلسل)
الكتيبة 101، مسلسل تلفزيوني دراما مصري من إخراج محمد سلامة وبطولة آسر ياسين، عمرو يوسف، فتحي عبد الوهاب، لبلبة، بهاء ثروت، أحمد صلاح حسني، وفاء عامر ووليد فواز، عُرض في رمضان 1444 هـ (2023).

## قصة المسلسل
تدور أحداث المسلسل حول دور الكتيبة 101 في التصدي للتنظيمات التكفيرية والإرهابية في شمال سيناء، تبدأ قصة المسلسل في 28 يناير 2018، حين هجم التكفيريون على موقع عسكري هام في مدينة العريش.